# Арсеній (Стадницький)
Митрополи́т Арсе́ній (Авксентій Георгійович Стадницький; 22 січня 1862, Комарове, Бесарабська губернія — 10 лютого 1936, Ташкент) — український богослов, церковний історик та педагог, політик у Російській імперії. Лавреат Макаріївської премії. Випускник Київської духовної академії. Ректор Московської духовної академії (1898–1903).
1907 року обраний членом Державної ради Російської імперії від чорного православного духовенства.
Єпископ Російської православної церкви (безпатріаршої), митрополит Ташкентський та Туркестанський (1933–1936) РПЦ, раніше протягом тривалого часу був правлячим єпископом Новгородської єпархії. Від 14 січня 1906 року присутній у Священому синоді (1721—1917) (до 15 квітня 1917).

## Освіта
Закінчив Кишинівську духовну семінарію (1880), Київську духовну академію (1885) зі ступенем кандидата богослов'я. У 1885 році, будучи студентом, відвідав Афон. Враження висловив у «Щоденнику студента — паломника на Афон».
Магістр богослов'я (1895; тема дисертації: «Гавриїл Банулеско-Бодоні, екзарх Молдо-Влахійський (1808—1812) та митрополит Кишинівський (1813—1821)»). Збираючи матеріяли для дисертації, двічі їздив за кордон: у 1888 до Австро-Угорщини та у 1890 — до Румунії.
Доктор церковної історії (1904; тема дисертації: «Дослідження і монографія по історії Молдавської церкви». Частина 1-а «Історія Молдавської єпархії та їх святителів із часів заснування держави та до наших днів»). Ця праця була відзначена королем Румунії, який нагородив автора хрестом «Pro Benemerenti» 1-го ступеню, яким нагороджували за видатні наукові роботи.
Петербурзька академія наук удостоїла його за цю ж дисертацію великою Уваровською премією.

## Науково-педагогічна діяльність
Впродовж 1880—1881 років викладав у Єдинецькому духовному училищі.
1885 — викладач давньогрецької мови, потім церковного співу та догматичного богослов'я у Кишинівській духовній семінарії. Одночасно працював редактором «Кишинівських Єпархіальних відомостей». Ним особисто було написано більше ста статей та заміток, здебільшого церковно-історичного змісту.
30 грудня 1895 року пострижений на чернецтво, з 31 грудня того ж року — ієродиякон.
1 січня 1896 — ієромонах, інспектор Новгородської духовної семінарії, потім її ректор та настоятель монастиря св.. Антонія Римлянина у Новгороді із возведенням у сан архімандрита.
10 січня 1897 — інспектор Московської духовної академії, ординарний професор по катедрі Біблійної історії.
13 березня 1898 — ректор Московської духовної академії (до 1903).
1900 року разом зі студентами здійснив паломництво до Палестини та країн Близького Сходу. Після написав книжку спогадів. У книжці 60 світлин, більшість із яких зробив владика Арсеній.

## Архієрей
28 лютого 1899 — хіротонія в єпископа Волокаламського, третього вікарія Московської митрополії, із залишенням посади ректора академії.

### Псковський владика

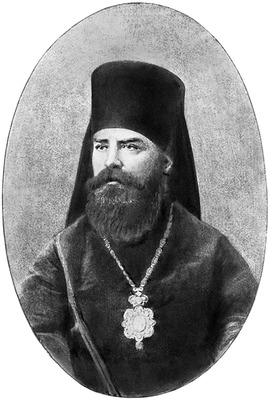
архієпископ Псковський Арсеній (Стадницький)

5 грудня 1903 — єпископ Псковський та Пороховський. Створив у єпархії школу паламарів. Заснував церковний музей, в якому зберігалися цінні рукописи, давні монети. Для наукового дослідження, зберігання та поповнення музейної колекції був утворений історико-археологічний комітет, сатут якого затвердив Синод. Одним із головних завдань комітету стала охорона пам'ятників церковної старовини.
1905 — член навчального комітету при Синоді, у 1906—1907 — голова цього комітету. Також від 1906 — член Передсоборної Присутності, голова його п'ятого відділу: про реформу церковно-навчальних закладів.
1907 — архієпископ (31 січня), член Державної ради від чернечого духовенства.

### Новгородський архієрей
5 листопада 1910 — архієпископ Новгородський та Староруський. Велику увагу приділяв збереженню пам'ятників церковної старовини. Став ініціатором початку робіт по реставруванню собору Ферапонтова монастиря. Взяв активну участь у XV всеросійському археологічному з'їзді, який відбувся у липні-серпні 1911 року в Новгороді, де виступив з доповіддю «Про сучасний стан собору св.. Софії у Новгороді». За його ініціативи була здійснена реставрація «Лихудівського» корпусу в Новгороді (там колись розміщалося училище, в якому викладали брати Ліхуди). В отреставрованому приміщенні розмістилася відкрита у 1911 р. паламарська школа.
1912  року в Новгороді був урочисто відкритий Арсеньєвський єпархіальний будинок. У ньому розмістилася консисторія, училищна та місіонерська рада, бібліотека, іконно-книжкова крамниця, єпархіальний церковно-історичний музей, редакція «Новгородських єпархіальних відомостей», готель для духовенства.
1913 року Новгороді за його ініціативи відкрилося церковно-археологічне товариство.
1912 року головував на першому всеросійському з'їзді практичних діячів у боротьбі з алкоголізмом, що відбувся у Москві. Почесний член Казанської духовної академії.
Весною 1913 року приймав у Новгороді Патріарха Антіохійського Григорія IV, що очолив хіротонію нового вікарія архієпископа Арсенія, єпископа Тихвинського Олексія (Симанського). Представив до єпископського служіння багаторічного місіонера архімандрита Варсонофія (Лебедєва) і у січні 1917 сам очолив його хіротонію в єпископа Кирилівського.
Був заступником голови Всеросійського Помісного собору 1917—1918, але, за свідченнями інших учасників, «фактично керував усіма соборними засіданнями». У жовтні 1917 року на Соборі був одним із трьох кандидатів у Патріархії (разом з владиками Антонієм та Тихоном патріархом московським. При голосування був другим після Антонія — однак за жеребкуванням очолив московський митрополит Тихон (Беллавін).
29 листопада 1917 — митрополит. Помісний Собор обрав його членом Священного синоду та Вищої церковної ради.
Неодноразово був арештований. Уперше у листопаді 1919 у Москві, удруге — у Новгороді у 1920, після чого був засуджений і приречений до трьох років позбавлення волі та заслання до Архангельської губернії (потім заслання було скасоване).
В 1920—1921 роках очолив у Новгороді хіротонію нових вікаріїв Новгородської єпархії — єпископів Тихона (Тихомирова), Йосипа (Миколаївського), Серафима (Велицького).
1922 року знову арештований (у Москві куди був викликаний із Новгорода) і засуджений разом з Патріархом Тихоном за звинуваченням у спротиві «вилучення церковних цінностей» — не дивлячись на те, що закликав духовенство жертвувати на користь голодуючих «дорогоцінні церковні прикраси, що не мають богослужбового вжитку». А після початку масового вилучення цінностей виголосив звернення, у якому закликав паству смиренно розлучатися з церковними цінностями на користь голодуючих.
У тюрмі знаходився з перервами до 10 січня 1924. Майже відразу після звільнення був знову заарештований та посаджений до Бутирської в'язниці у Москві. Його змушували перейти до «обновленців», що активно співробітничали з большевиками. Зберігся опис однієї із таких спроб більшовицької окупаційної влади:
| Жахливу роль по справах посередників ГПУ виконували ті, що впали у розкол єпископи. Архієпископ Євдоким (Мещерський), обновленчеський «митрополит», у застінках ГПУ змушував митрополита Новгородського Арсенія перейти до обновленців. Митрополит Арсеній сказав йому, своєму колишньому спів службовцю по Московській академії: «Адже ви знаєте, що обновленство не законне». «Що ж робити, вони вимагають», — відповів архієпископ Євдоким, киваючи головою на двері чекіста. Коли митрополит Арсеній залишився непохитним, архієпископ Євдоким гнівно сказав йому: «Ну й гнийте у тюрмі!». І з цим покинув в’язня. |
Після тюрми був висланий до Середньої Азії.

### Середньоазіатське заслання

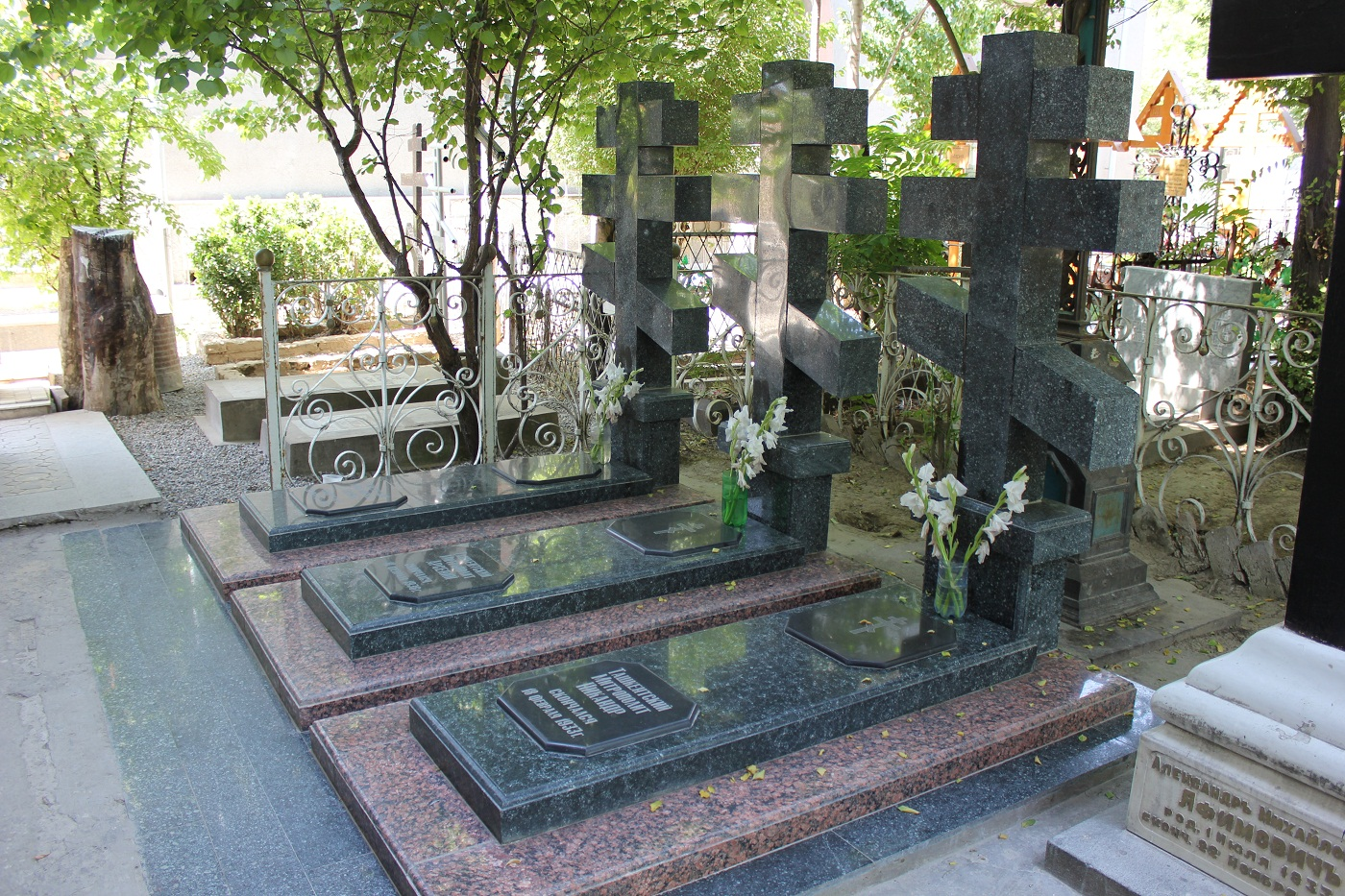
Місце поховання на Боткінському цвинтарі м. Ташкента

Впродовж 1925—1926 років перебував у засланні в Полторацьку (Ашгабаді), а у 1926—1936 роках — у Ташкенті. Формально залишався новгородським архієреєм (з титулом «митрополит Новгородський» — вже не «Новгородський та Староруський»), але єпархією до 1933 року керував його учень архієпископ Олексій (Симанський) — далі Патріарх московський Олексій І.
1927 — постійний член тимчасового Патріаршого Синоду при заступнику Патріаршого місцеблюстителя митрополиті Сергію (Старгородському). Однак реально участі у діяльності цього органу практично не брав, тому що знаходився у засланні в Ташенті. Не підписував він і т.зв. «Декларації митрополита Сергія», як «ще не прибувший». Відома лише одна світлина, на якій владика Арсеній зображений разом з іншими членами Синоду (зимової сесії 1934/1935 років, що стала для «тимчасового Синоду» останньою).
11 серпня 1933 — митрополит Ташкентський та Туркестанський. У зв'язку із закриттям храмів Ташкента здійснював богослужіння просто неба, біля цвинтарної каплиці ікони Богородиці «Всех скорбящих Радосте». На ці служби приходило до двадцяти тисяч вірян із міста та околиць селищ. Один із ташкентських прихожан того часу Костянтин Вендланд (потім — митрополит Іоанн (Вендланд)) згадував:
| «Незабутні ці зворушливі богослужіння на лоні природи, блакитна мантія митрополита, що просвічувалася крізь листя дерев, одухотворення натовпу, що молився, твердість духа архіпастиря та вірян, що підпадали тоді під серйозні іспити від проливного дощу чи міцних хрещенських морозів. Незабутні натхненні проповіді митрополита Арсенія, що прикували до себе увагу народа». |

### Смерть
Був духовним наставником архієпископа Луки (Войно-Яснецького) і помер на його руках у ташкентській лікарні. Був похований на Боткінському цвинтарі м. Ташкент. Біля могили митрополита Нікандра (Феноменова).

## Нагороди
- Орден Святого Олександра Невського (1915)
- Орден Святого Володимира ІІ ступеню (1911)
- Орден Святої Анни І ступеню (1903)
- Орден Святого Володимира ІІІ ступеню (1900)
- Орден Святого Станіслава ІІІ ступеню (1891)
- Орден Корони Румунії ІІІ ступеню (1898)
- Орден Святого Сави ІІ ступеню (Сербія, 1899)

Ієрархічні нагороди
- Діамантовий хрест на клобук (1912)
- Право носіння 2 панагій (1934)
- Передносіння хреста (1935)

## Почитання
Російська православна церква закордоном у 1981 зачислила митрополита Арсенія у соборі новомучеників та сповідників російських. Його відзначають у Новгородській та Ташкентській єпархіях московського патріархату.
У Новгороді за ініціативи місцевої єпархії та обласних наукових та культурних організацій з 1993 проходять Арсеніївські читання.

## Праці
- Щоденник студента — паломника на Афон. Київ, 1886.
- Гавриїл Баунлеско-Бодоні, екзарх Молдо-Влахійський та митрополит Кишинівський. Кишинів. 1887—1894.
- Положення православного духовенства у Румунії. Кишинів, 1889 (1890?).
- Архімандрит Андроник, ігумен Ново-Німецького св.. Вознесенського монастиря у Бессарабії. Кишинів, 1890, 1895.
- Румуни, що отримали освіту в руських духовно-навчальних закладах. Кишинів, 1891.
- Матеріяли для історії Бессарабії. Кишинів, 1892.
- Журнал секунд-майора фон-Раана про війну при завоюванні Молдавії та Валахії у 1787—1790 рр. з історичними та топографічними примітками. Кишинів, 1892.
- Філофея, патр. Константинопільського Три промови до єп.. Ігнатія з поясненнями висловів Притч «Премудрість створи собі дім.» Новгород, 1898.
- Із сучасного церковного життя у Румунії. Сергіїв Посад, 1901.
- Дослідження та монографії по історії Молдавської церкви СПб., 1904. Ч. 1-а. Історія Молдавських єпархій та їх святителей із часу заснування держави та до наших днів.
- Церква, держава та розкол старообрядництва. Псков, 1910.
- Митрополит Сочавський Досіфей у його відносинах з Росією, у висвітлені нових історичних матеріялів. Сергієвий Посад, 1914.
- На духовній ниві. Слова та промови. Т. 1-2, СПБ, 1914.
- Духовний щоденник. М., 1914.